# 全澳羽毛球公開賽
全澳羽毛球公開賽是從1980年代起每年在澳門舉行的本地羽毛球個人錦標賽，由澳門羽毛球總會主辦。

## 歷屆優勝者
以下為2002年以後各屆賽事各項目的優勝者：
| 年份   | 男子單打         | 女子單打       | 男子雙打                      | 女子雙打                      | 混合雙打                      |
| ------ | ---------------- | -------------- | ----------------------------- | ----------------------------- | ----------------------------- |
| 2002年 | 鮑文忠（濠江）   | 潘詩怡（馬交） | 鮑文忠（濠江） 容慶慈（濠江） | 潘詩怡（馬交） 鄺惠群（馬交） | 李景駿（馬交） 潘詩怡（馬交） |
| 2004年 | 鮑文忠（濠江）   | 龍瑩（勁青）   | 鮑文忠（濠江） 容慶慈（濠江） | 龍瑩（勁青） 麥嘉莉（馬交）   | 溫思明（馬交） 潘詩怡（馬交） |
| 2005年 | 陳耀宗（馬交）   | 李秀芝（翔揚） | 陳耀宗（馬交） 黃景豪（馬交） | 潘詩怡（馬交） 麥嘉莉（馬交） | 陳耀宗（馬交） 潘慧娟（青鋒） |
| 2007年 | 林志文（海協）   | 潘慧娟（青鋒） | 梁建輝（濠江） 林志文（濠江） | 潘慧娟（青鋒） 潘詩怡（馬交） | 沈繼忠（翔揚） 潘慧娟（青鋒） |
| 2008年 | 林志文（濠江）   | 麥嘉莉（馬交） | 梁建輝（濠江） 林志文（濠江） | 李秀芝（翔揚） 潘月華（翔揚） | 林志文（濠江） 饒秋玲（濠江） |
| 2009年 | 梁建輝（濠江）   | 李秀芝（翔揚） | 梁建輝（濠江） 林志文（濠江） | 李秀芝（翔揚） 潘月華（翔揚） | 梁建輝（濠江） 曹語嫣（濠江） |
| 2010年 | 陳耀宗（馬交）   | 麥嘉莉（馬交） | 梁建輝（濠江） 林志文（濠江） | 饒秋玲（濠江） 潘慧娟（濠江） | 陳耀宗（馬交） 麥嘉莉（馬交） |
| 2011年 | 梁建輝（濠江）   | 李秀芝（翔揚） | 梁建輝（濠江） 林志文（濠江） | 麥嘉莉（馬交） 潘詩蓓（馬交） | 林志文（濠江） 潘詩怡（馬交） |
| 2012年 | 陳耀宗（馬交）   | 邱美霞（馬交） | 梁建輝（濠江） 林志文（濠江） | 邱美霞（馬交） 潘詩蓓（馬交） | 林志文（濠江） 潘詩怡（馬交） |
| 2013年 | 梁建輝（濠江）   | 余婷鈺（馬交） | 梁建輝（濠江） 林志文（濠江） | 邱美霞（馬交） 潘詩蓓（馬交） | 林志文（濠江） 吳穎嗣（濠江） |
| 2014年 | 梁建輝（濠江）   | 邱美霞（馬交） | 梁建輝（濠江） 林志文（濠江） | 張之博（勁青） 王榮（勁青）   | 梁建輝（濠江） 黃潔瑩（濠江） |
| 2015年 | 林志文（濠江）   | 吳穎嗣（濠江） | 梁建輝（濠江） 林志文（濠江） | 吳穎嗣（濠江） 黃潔瑩（濠江） | 梁建輝（濠江） 黃潔瑩（濠江） |
| 2016年 | 裴鵬鋒（羅梁）   | 余婷鈺（馬交） | 梁建輝（濠江） 林志文（濠江） | 邱美霞（馬交） 余婷鈺（馬交） | 梁建輝（濠江） 吳穎嗣（濠江） |
| 2017年 | 林志文（濠江）   | 龔學昕（羅梁） | 梁建輝（濠江） 林志文（濠江） | 關紫玲（羅梁） 龔學昕（羅梁） | 梁建輝（濠江） 吳穎嗣（濠江） |
| 2018年 | 林志文（濠江）   | 歐綺君（羅梁） | 梁建輝（濠江） 林志文（濠江） | 鄒嘉希（羅梁） 龔學昕（羅梁） | 裴鵬鋒（羅梁） 鄒嘉希（羅梁） |
| 2019年 | 裴鵬鋒（羅梁）   | 裴梓樺（羅梁） | 林志文（濠江） 梁建輝（濠江） | 黃潔瑩（濠江） 吳穎嗣（濠江） | 裴鵬鋒（羅梁） 鄒嘉希（羅梁） |
| 2020年 | 裴鵬鋒（羅梁）   | 裴梓樺（羅梁） | 梁鈺聰（羅梁） 裴鵬鋒（羅梁） | 吳穎嗣（個人） 龔學昕（羅梁） | 梁鈺聰（羅梁） 龔學昕（羅梁） |
| 2021年 | 裴鵬鋒（集訓隊） | 吳穎嗣（個人） | 吳子聰（濠江） 溫偉智（濠江） | 歐綺君（羅梁） 裴梓樺（羅梁） | 梁鈺聰（羅梁） 龔學昕（羅梁） |
| 2022年 | 黃覺永（翔揚）   | 林學賢（濠江） | 吳子聰（濠江） 溫偉智（濠江） | 歐綺君（羅梁） 裴梓樺（羅梁） | 梁鈺聰（羅梁） 吳穎嗣（個人） |
| 2023年 | 裴鵬鋒（集訓隊） | 裴梓樺（羅梁） | 梁鈺聰（羅梁） 黃覺永（翔揚） | 歐綺君（羅梁） 裴梓樺（羅梁） | 梁鈺聰（羅梁） 吳穎嗣（個人） |
| 2024年 | 裴梓臻（羅梁）   | 唐心雨（理大） | 粟植誼（理大） 黃覺永（翔揚） | 于小含（理大） 許臻（理大）   | 粟植誼（理大） 許臻（理大）   |